# Lacour
Lacour település Franciaországban, Tarn-et-Garonne megyében. Lakosainak száma 171 fő (2022. január 1.). Lacour Beauville, Bourg-de-Visa, Fauroux, Montaigu-de-Quercy, Roquecor és Touffailles községekkel határos.

## Népesség
A település népessége az elmúlt években az alábbi módon változott:
| Lakosok száma | 185  | 177  | 178  | 171  | 170  | 168  | 169  | 170  | 171  |
|               | 2013 | 2015 | 2016 | 2017 | 2018 | 2019 | 2020 | 2021 | 2022 |